# Lefter Küçükandonyadis
Lefter Küçükandonyadis (gr. Λευτέρης Αντωνιάδης, Lefteris Andoniadis, ur. 22 grudnia 1924 w Stambule, zm. 13 stycznia 2012 tamże) – piłkarz turecki grający na pozycji napastnika. W swojej karierze rozegrał 46 meczów w reprezentacji Turcji i strzelił w niej 21 goli.

## Kariera klubowa
Ojciec Küçükandonyadisa był synem greckiego rybaka i Turczynki. Lefter Küçükandonyadis swoją karierę piłkarską rozpoczął w klubie Taksim SK. Grał w nim w latach 1941–1943. W 1947 roku został zawodnikiem Fenerbahçe SK. W 1948 roku wywalczył z nim mistrzostwo Istanbul Lig. W 1950 roku zdobył Başbakanlık Kupası.
Był pierwszym zawodnikiem tureckim, który przeszedł do zagranicznego klubu. W 1951 roku Küçükandonyadis wyjechał z Turcji do Włoch i został zawodnikiem Fiorentiny. Grał w niej przez rok strzelając 4 gole w Serie A. W 1952 roku odszedł do francuskiego OGC Nice. We Francji również spędził sezon.
W 1953 roku Küçükandonyadis wrócił do Turcji, do Fenerbahçe. W latach 1957 i 1959 wygrał Ligę Stambułu, a w latach 1959, 1961 i 1964 wywalczył mistrzostwo Turcji. W Fenerbahçe grał do 1964 roku. Wtedy też odszedł do AEK Ateny, ale jeszcze w tym samym roku zakończył w nim karierę sportową.

## Kariera reprezentacyjna
W reprezentacji Turcji Küçükandonyadis zadebiutował 23 kwietnia 1948 roku w wygranym 3:1 towarzyskim meczu z Grecją, w którym zdobył gola. Część kibiców greckich zaatakowała go po meczu, uznając za zdrajcę. W 1955, kiedy w Stambule doszło do zamieszek antygreckich, sukcesy piłkarskie Küçükandonyadisa prawdopodobnie ocaliły mu życie. Jego dom otoczyło kilkuset kibiców Fenerbahçe, broniąc przed atakiem tłumu.
W 1954 roku został powołany do kadry na mistrzostwa świata w Szwajcarii, na których wystąpił w trzech meczach: z RFN (1:4), z Koreą Południową (7:0) i RFN (2:7). W spotkaniu z Koreą Południową i drugim spotkaniu z RFN strzelił po golu. Od 1948 do 1963 roku rozegrał w kadrze narodowej 46 meczów, w których strzelił 21 goli.

## Kariera trenerska
Po zakończeniu kariery piłkarskiej Küçükandonyadis został trenerem. Prowadził takie kluby jak: grecki AO Egaleo, południowoafrykański Supersport United i rodzime Samsunspor, Orduspor, Mersin İdman Yurdu i Boluspor.